# Eurylabus victoriae
Eurylabus victoriae là một loài tò vò trong họ Ichneumonidae.